# Saint Jean-Baptiste à la fontaine
Saint Jean-Baptiste à la fontaine (en italien San Giovanni alla fontana) (ou Saint Jean-Baptiste à la source) est un sujet dont il existe sept versions, toutes étant considérées comme des copies. Il peut s'agir d'un tableau de Caravage peint vers 1610 et achevé par une autre main. L'un de ces tableaux est conservé dans la collection Bonelli à La Valette à Malte. L'original achevé par une autre main serait conservé à Londres dans une collection privée.

## Historique
Si l'on accepte la paternité de cette œuvre par Caravage, elle aurait été peinte pendant son séjour d'environ 15 mois à Malte, en 1607-1608. Ses autres tableaux attribués pour cette période comptent des chefs-d’œuvre comme le Portrait d'Alof de Wignacourt et son page, et la Décollation de saint Jean-Baptiste. Ce dernier tableau, exposé dans la co-cathédrale de Saint-Jean, est le seul tableau signé de la main de l'artiste.
C'est à Malte que Caravage est accepté dans l'ordre de Saint-Jean de Jérusalem, et devient de fait leur peintre officiel, mais son séjour s'achève sur un crime mystérieux suivi de son expulsion de l'Ordre comme « un membre pourri et fétide ». Le crime commis à Malte est l'objet de nombreuses spéculations, mais il est sans doute très grave et même passible de la peine de mort. La plupart des chercheurs contemporains estiment qu'il y a eu acte de violence. Le premier biographe de Caravage, Giovanni Baglione, écrit qu'il avait eu un « désaccord » avec un chevalier de justice, c'est-à-dire un chevalier issu de la noblesse européenne. Giovan Petro Bellori, qui se rend à Malte une cinquantaine d'années après l'événement pour y voir la Décollation de saint Jean-Baptiste, écrit que Caravage était « entré en conflit avec un très noble chevalier », ce qui avait entraîné le courroux du grand maître et l'avait obligé à fuir. Il est possible que le crime ait eu à voir avec un duel, ce qui était traité sévèrement, mais la sanction pour avoir simplement participé à un duel était de la prison, pas la peine de mort. Le châtiment capital était appliqué pour les meurtres (or, une mort advenue dans un duel ou dans une rixe était considérée comme un meurtre), mais les termes qu'emploient Baglione comme Bellori laissent entendre que le chevalier offensé par Caravage avait survécu. Peter Robb suggère dans sa biographie qu'il aurait pu y avoir une conduite inappropriée sur le plan sexuel, mais cela relève de la supposition.

## Analyse

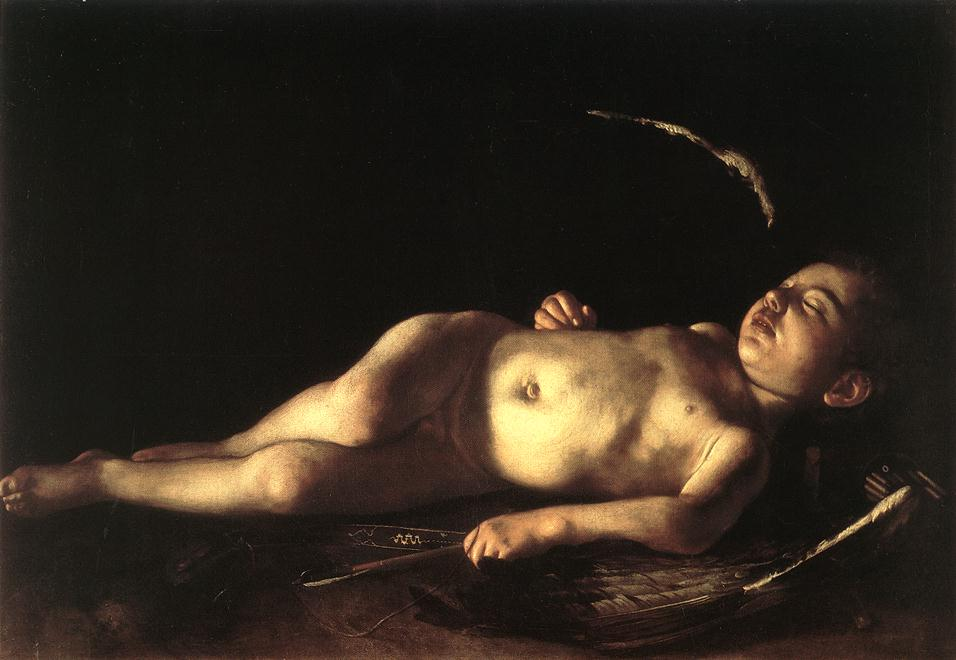
Amour endormi, Le Caravage, 1608.

Saint Jean-Baptiste à la fontaine est conservé dans une collection privée à Malte, difficile d'accès, ce qui empêche que beaucoup de chercheurs aient pu l'étudier. John Gash le considère comme un Caravage, en soulignant la similarité dans le traitement de la chair avec l'Amour endormi qui lui est attribué et qui date de sa période maltaise. C'est un tableau très endommagé, surtout sur les parties de paysage.
Le thème du jeune Jean-Baptiste buvant à une source renvoie à la tradition évangélique selon laquelle il ne but que de l'eau durant son séjour au désert. Le tableau est composé selon les règles les plus extrêmes du clair-obscur, typiquement caravagesque, tout comme l'est le choix de prendre pour sujet Jean-Baptiste en jeune garçon, cette fois en le plaçant dans un paysage très sombre où se détache un morceau de ciel plus clair mais menaçant. John Gash en fait ce commentaire : « La mécanique de la boisson et la psychologie de la soif sont admirablement rendues grâce à une habile manipulation des membres et à une tête soigneusement construite ».